# Țețina
La fortaleza de Tsetsina o Țețina (en ucraniano: Цецинська фортеця, en rumano: Cetatea Țețina, en ruso: Цецинская крепость, en polaco: Twierdza Cecina) son las ruinas de una fortificación moldava situada en la cima del monte Tsetsino, al oeste de Chernivtsí, Ucrania. 

## Etimología
En los documentos medievales, el asentamiento se menciona de diferentes maneras: Tetsyn (1395), Tsitsina (1479, 1481), Chechun, Nechun (finales del siglo XIV), Tetsun (1433). Las fuentes del siglo XIX e inicios del XX registran la forma femenina: Cecina. En el habla actual de los habitantes de Chernivtsí está adquiriendo, por la influencia del entorno de habla rusa, la forma neutra: Tetsino.
La estructura de este topónimo indica una formación arcaica: según el lingüista Dmitró Buchko, el nombre se basa en una forma abreviada de algún nombre complejo protoeslavo o ruso antiguo, por ejemplo, Tsetserad, por analogía con Jotín por Jotko, Jotymir, Jotyslav.

## Historia
Fue construida en el siglo XIV por Pedro II en el lugar de un antiguo asentamiento rus  de entre los siglos XI al XIII, que se menciona como Chechiun (Чечюнь) en la Lista de Ciudades del Rus, Cercanas y Lejanas. Restos de la fortificación en madera y tierra han llegado hasta nuestros días. Algunos remontan la construcción de la primera fortaleza a los tiempos de Vladimiro I y su exitosa campaña contra los croatas en 992-993, cerca de la destruida ciudad croata, para dejar una guarnición permanente que asegurara las fronteras meridionales. Otras investigaciones señalan a Casimiro III o al voivoda Yuri Koriatovich como constructores de la fortaleza. La teoría sobre la construcción por parte de Pedro II durante su ocupación de Pocutia tiene origen en las investigaciones de Virgil Vătășianu.
La primera mención escrita es de 1395, en texto del homenaje presentado por Esteban I, junto con sus boyardos, al rey Vladislav de Polonia, el 6 de enero de 1395. La última, se halla un privilegio que Esteban el Grande concedió al obispado de Rădăuți, el 23 de agosto de 1481. De mediados del siglo XIV a principios del siglo XV, fue el centro administrativo del vólost de Țețina de la tierra de Șipeniț, objeto de disputas territoriales entre el reino de Polonia y el principado moldavo. Nos han llegado los nombres de varios starosta de la fortaleza: Jotka Tsiatsinski (1404), Shcheful Tsetsinski (1440).
La fortaleza sobrevivió hasta finales del siglo XV, cuando fue destruida. Sus piedras fueron reutilizadas por la administración austríaca para la construcción de sus cuarteles e instalaciones públicas, según un documento del de 12 de diciembre de 1784. Junto a las ruinas se halla la torre de televisión de Chernivtsí. Hoy tiene estatus de monumento arqueológico de importancia local en Chernivtsí.

## Yacimiento
Los restos de la fortaleza se encuentran en el monte Tsetsino, no lejos de las afueras occidentales de Chernivtsi (microdistrito de Rosha). En 1908, Wladimir Milkowicz, profesor de la universidad de Chernivtsí y director del Archivo de Bucovina, estudió aquí por primera vez las ruinas de una torre de vigilancia que data del siglo XIV. En la década de 1930 se llevaron a cabo nuevos estudios por parte del Instituto de Historia Militar de Bucarest. La fortificación constaba de una torre de piedra de 20 metros de diámetro y muros de madera y tierra que rodeaban la zona central y cubrían la fortaleza por el este y el oeste.